# Mappa di Madaba

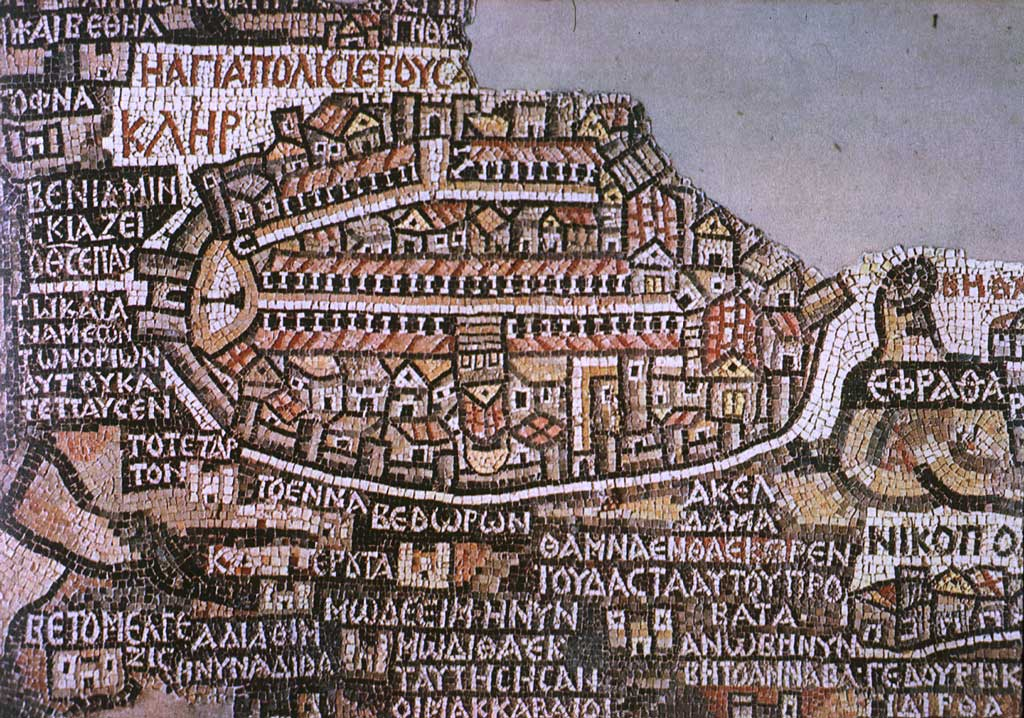
Gerusalemme nella Mappa di Madaba

La Mappa di Madaba (conosciuta anche come Mappa a Mosaico di Madaba) fa parte di un mosaico pavimentale datato alla metà del VI secolo che si trova all'interno della chiesa bizantina di San Giorgio a Madaba (Giordania). La mappa di Madaba è una descrizione del Levante. In particolare, contiene la più antica rappresentazione cartografica originale sopravvissuta della Terra Santa e, in particolare, di Gerusalemme. 

## Storia

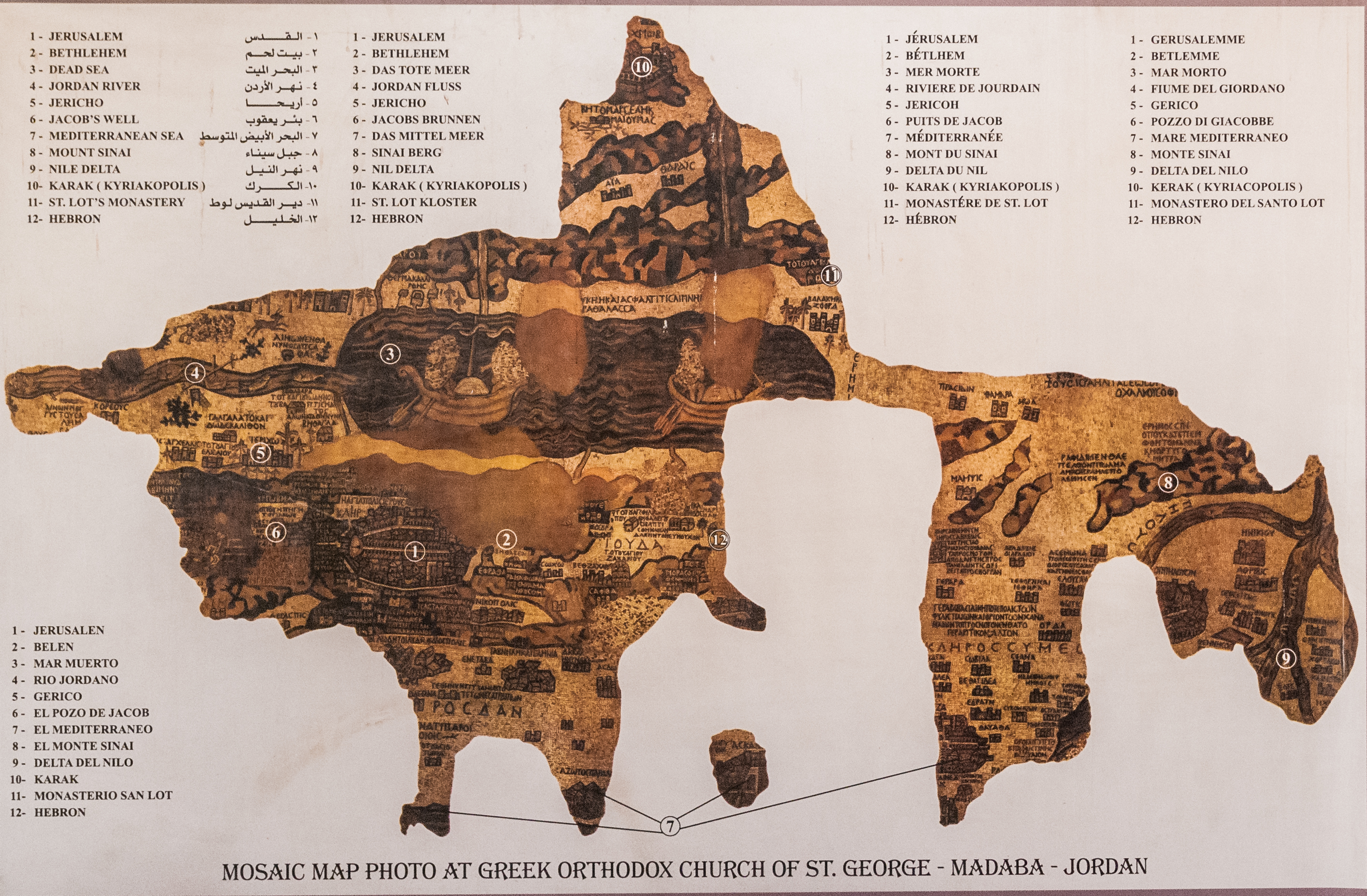
Riproduzione della Mappa di Madaba

La mappa del mosaico di Madaba raffigura Gerusalemme con la chiesa di Nea, che è stata dedicata il 20 novembre del 542 d.C. Gli edifici costruiti a Gerusalemme dopo il 570 sono assenti dalla rappresentazione, limitando così l'intervallo di date della sua creazione al periodo tra il 542 e il 570. Il mosaico è stato realizzato da artisti sconosciuti, probabilmente per la comunità cristiana di Madaba che, in quel periodo, era la sede di un vescovo. Nel 614 Madaba fu conquistata dall'impero persiano. Nell'VIII secolo d.C. i governanti musulmani omayyadi fecero rimuovere dal mosaico alcuni motivi figurativi. Nel 746 Madaba fu in gran parte distrutta da un terremoto e successivamente abbandonata. 
Il mosaico è stato riscoperto nel 1884 dalla comunità greco-ortodossa di Madaba durante la costruzione della nuova chiesa parrocchiale. Nel 1896 il patriarca ortodosso di Gerusalemme Gerasimo inviò padre Cleofas Kikilides, un giovane studioso appassionato di archeologia, a visitare il luogo. La mattina del 13 dicembre 1896 Kikilides, alla vista del mosaico, si rese conto dell'eccezionale scoperta e raccolse una prima documentazione, tracciando disegni e schizzi e misurando le dimensioni dell'opera. Padre Girolamo Golubovich (un frate francescano di origine italo-croata nato a Costantinopoli) aiutò Kikilides a stampare l'anno dopo un opuscolo in greco sulla mappa nella tipografia francescana di Gerusalemme. Questo primo studio dette risonanza mondiale alla mappa nelle accademie, nelle università e nei circoli dotti. Per prima, la Revue Biblique pubblicò un lungo e dettagliato studio storico-geografico firmato dai padri domenicani M. J. Lagrange e H. Vincent dopo aver visitato il sito stesso. Allo stesso tempo, Padre J. Germer-Durand, dei Padri Assunzionisti, pubblicò un album fotografico con le sue foto della mappa. A Parigi, C. Clermont-Gannau, un noto studioso orientale, annunciò la scoperta all'Academie des Sciences et belles Lettres
Nei decenni successivi, vaste porzioni della mappa del mosaico furono danneggiate da incendi, attività nella nuova chiesa e dagli effetti dell'umidità. Nel dicembre del 1964, la Fondazione Volkswagen diede alla Società tedesca per l'esplorazione della Palestina 90.000 marchi per salvare il mosaico. Nel 1965 gli archeologi Heinz Cüppers e Herbert Donner intrapresero il restauro e la conservazione delle restanti parti del mosaico.

## Descrizione

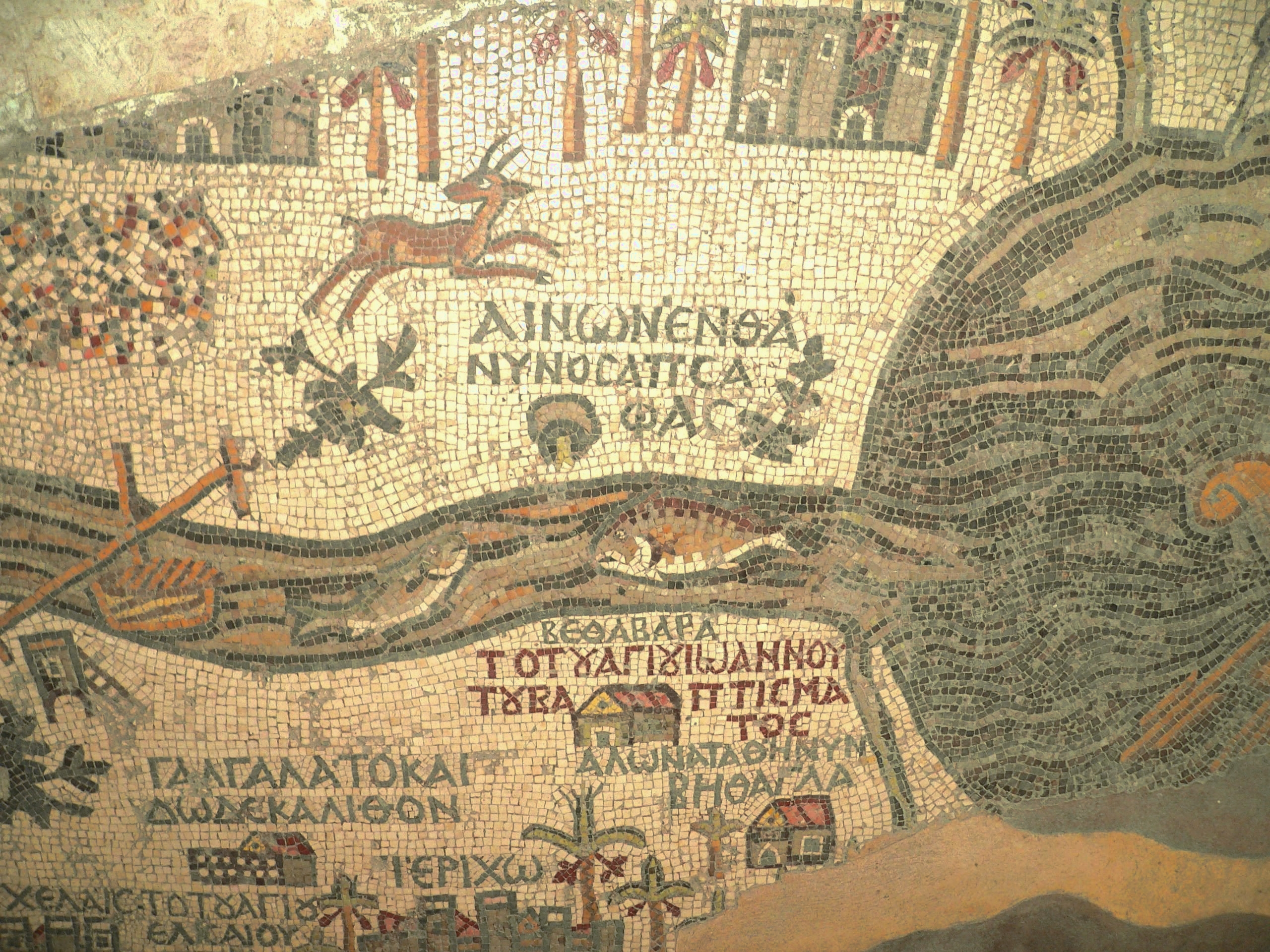
Luogo del battesimo di Giovanni Battista alla foce del Giordano e leone (quasi cancellato) alla caccia di una gazzella

Il mosaico del pavimento è situato nell'abside della chiesa di San Giorgio a Madaba. Non è orientato verso nord, come le mappe moderne, ma guarda verso est verso l'altare in modo tale che la posizione dei luoghi sulla mappa coincide con le direzioni della bussola. Originariamente, misurava 21 per 7 m e conteneva oltre due milioni tesserae. Le sue dimensioni attuali sono 16 per 5 m.

### Rappresentazione topografica
La mappa del mosaico raffigura una vasta area che si estende, a nord, dal Libano al Delta del Nilo (a sud), e dal Mar Mediterraneo a ovest al deserto orientale. Tra le altre caratteristiche, raffigura il Mar Morto con due barche da pesca, una varietà di ponti che collegano le rive del Giordano, pesci che nuotano nel fiume e si allontanano dal Mar Morto; un leone (reso quasi irriconoscibile dall'inserimento di tessere casuali durante un periodo iconoclasta) alla caccia di una gazzella nel deserto del Moab, a Gerico con le palme, a Betlemme e in altri siti della Bibbia cristiana. La mappa potrebbe in parte essere servita per facilitare l'orientamento dei pellegrini in Terra Santa. Una combinazione di prospettiva pieghevole e vista aerea rappresenta 157 città e villaggi, tutti identificati con didascalie in greco, con l'uso alternato di tessere rosse o nere a seconda dell'importanza del luogo.
L'elemento più grande e dettagliato della rappresentazione topografica è Gerusalemme, situata al centro della mappa. Il mosaico mostra chiaramente una serie di strutture significative nella Città Vecchia: la Porta di Damasco, la Porta dei Leoni, la Porta d'Oro, la Porta di Sion, la Chiesa del Santo Sepolcro, la Nuova Chiesa della Theotokos, la Torre di Davide e il Cardo Massimo. La rappresentazione riconoscibile della topografia urbana rende il mosaico una fonte chiave sulla Gerusalemme bizantina. Parimenti uniche sono le raffigurazioni dettagliate di altre città, come Neapolis, Ascalona, Gaza, Pelusium e Charachmoba, tutte abbastanza dettagliate per essere descritte come mappe stradali.

## Significato scientifico
La mappa a mosaico di Madaba è il più antico mosaico di pavimenti geografici conosciuto nella storia dell'arte. Veniva usato per la localizzazione e la verifica dei siti biblici. Lo studio della mappa ha svolto un ruolo importante nel rispondere alla domanda sulla posizione topografica di Askalon (Asqalan sulla mappa).
Nel 1967, gli scavi nel quartiere ebraico di Gerusalemme hanno rivelato la Chiesa di Nea e il Cardo Maximus nelle stesse località suggerite dalla Mappa di Madaba.
Nel febbraio 2010, gli scavi hanno ulteriormente confermato la sua accuratezza con la scoperta di una strada raffigurata nella mappa che attraversa il centro di Gerusalemme. Secondo la mappa, l'ingresso principale della città era attraversato da un grande cancello che si apriva su un'ampia strada centrale. Fino alla scoperta, gli archeologi non sono stati in grado di scavare questo sito a causa del traffico pedonale. Sulla scia del lavoro infrastrutturale nei pressi della Porta di Giaffa, sono stati scoperti grossi masselli ad una profondità di 4 metri sotto terra che dimostrano che esisteva una strada simile.

## Copie della mappa di Madaba
Una copia della mappa è nella collezione dell'Istituto Archeologico dell'Università di Göttingen. Fu prodotta durante i lavori di conservazione a Madaba nel 1965 dagli archeologi del Rheinisches Landesmuseum di Treviri. Una copia prodotta dagli studenti della Scuola di mosaico di Madaba si trova nel foyer dell'Akademisches Kunstmuseum di Bonn. L'atrio d'ingresso dell'ostello YMCA di Gerusalemme ha una replica della mappa sul pavimento.